# ريديكايلا ديل كامبو
بلدية ريديكايلا ديل كامبو (بالإسبانية: Redecilla del Campo)‏, هي إحدى بلديات مقاطعة برغش, التي تقع في منطقة قشتالة وليون, والتي تقع في شمال غرب إسبانيا.
يبلغ عدد سكانها 88 نسمة وفقاً لإحصائية سنة (2002).